# ペパーミント・キャンディー
『ペパーミント・キャンディー』（原題：박하사탕）は、1999年公開の韓国映画。監督・脚本はイ・チャンドン。韓国とNHKの共同制作で、1998年10月に始まる韓国の日本文化開放後、両国が最初に取り組んだ作品とされる。韓国のアカデミー賞といわれる大鐘賞で最優秀作品賞を含む主要5部門を受賞し、批評家からも絶賛された。一人の中年男性が鉄道に飛び込む場面に始まり、彼がそこに至るまでの20年間を七つのエピソードに分けて描く。主演のソル・ギョングが20代の青年から40代の中年男性までを一人で演じた。

## ストーリー

### ピクニック　1999年 春
鉄橋の下の河原で、「カリボン蜂友会」（ソウルのカリボンドン地区で働いていた人々の同窓会）のピクニックが行われている。そこに現れたキム・ヨンホ（ソル・ギョング）は、突然叫びだしたり川に飛び込んだりと奇妙な行動をとる。そして鉄橋の線路に侵入し、「戻りたい…帰りたい…」と叫びながら列車に衝突する。

### カメラ　3日前の春
ヨンホは海岸でバイクに乗った二人組と待ち合わせ、金と引き換えにピストルを受け取る。その後、車の中でピストルをくわえて自殺を試みたり、過去の共同経営者を待ち伏せて発砲したりする。別れた妻ホンジャ（キム・ヨジン）が住むマンションを訪ねるが、ドアのチェーンも外してもらえない。雨の中、ビニールハウスを転用した住居に帰ると、見知らぬ男がヨンホを待っている。男はユン・スニム（ムン・ソリ）という女性の夫で、スニムがヨンホに会いたがっているという。次の日、ヨンホはスニムの夫に連れられて病院に行くが、スニムは重態ですでに意識を失っていた。ヨンホは眠っているスニムに語りかけ涙を流す。帰ろうとするヨンホに、スニムの夫は「これはあなたのものだと彼女が言っていました」とカメラを手渡す。ヨンホはそのカメラを街で売り払い、残されたフィルムを手にとって泣く。

### 人生は美しい　1994年 夏
ヨンホは家具店を経営し、金回りのよさそうな生活をしている。しかしホンジャは浮気をしており、ヨンホは探偵を使って現場を突き止め、妻と相手の男に暴力をふるう。一方でヨンホ自身も会社の従業員と密会し、車中でセックスをした後、一緒に飲食店に入る。そこで偶然会った子連れの男とヨンホは顔を見合わせ、気まずそうな会話をする。「今はどこの警察署にお勤めですか？」と男にきかれたヨンホは「警察はもうやめました」「今は小さな事業をしています」と答える。後に便所で再び会った時、ヨンホは男に「人生は美しい、だろ？」と語りかける。
場面は一転して、ヨンホの家で転居祝いの宴会が始まろうとしている。ホンジャが料理を作り、会社の同僚たちが集まっているが、ホンジャとヨンホの間には険悪な空気が流れ、飼い犬を蹴飛ばしたりする。ホンジャは乾杯の前に祈らせてほしいと言い、祈りながら泣き始める。ヨンホは居たたまれず家を飛び出す。

### 告白　1987年 春
ヨンホは警察で働き、妻ホンジャは出産間近である。ラジオから全斗煥に抗議する学生デモの高揚が伝えられる中、ヨンホは風呂屋でパク・ミョンシクを待ち伏せ、逮捕する。若い活動家のミョンシクに対しヨンホは殴打や水責めなどの拷問を加え、ついに活動の中心人物キム・ウォンシクがクンサンにいると供述させる。泣きじゃくるミョンシクにヨンホは「おまえの日記に「人生は美しい」と書いてあったが、本当にそう思うか？」と尋ねる。
ヨンホと同僚はキム・ウォンシクを逮捕するためクンサンに向かう。張り込みの途中で非番となったヨンホは町のバーに入り、店員キョンアに話しかけられる。クンサンに来た理由をきかれ、ヨンホは「初恋の人を探しに来た」「会えなくても、その場所を見てみたかった」と答える。その後、キョンアはヨンホを誘って一夜を共にし、「私を初恋の人だと思って話したいことを話して」と語りかける。ヨンホはキョンアに抱かれながら、スニムの名を呼んで泣く。翌朝、ヨンホが尾行するキム・ウォンシクを同僚二人が殴りつけ逮捕するが、ヨンホはぼんやりと立ちすくんでいる。

### 祈り　1984年 秋
ヨンホは新米刑事として警察で働き始めている。行きつけの食堂には後にヨンホの妻となる娘ホンジャがいて、ヨンホを「兄さん」と慕っている。ある日、ヨンホは初めて拷問に参加させられ、自身も混乱に陥りながら激しい暴力をふるう。そこにかつて徴兵前、カリボンドンで働いていた時に知り合ったユン・スニムが会いに来る。「あなたは変わったがあなたの手は変わらない」「見た目は悪いけれど善良な手だと思う」とスニムに言われたヨンホは、酒を運んできたホンジャの下半身をその手で撫でてみせる。スニムはお金を貯めて買ったというカメラをヨンホに渡すが、ヨンホは「こんなものはもういらない」と言い、見送りの駅でスニムに返してしまう。その夜、ヨンホは食堂の酔客の輪に乱入し軍隊式の号令をかけながら暴れる。また同じ夜、ホンジャは初めてヨンホと床を共にする。ホンジャはヨンホの隣でキリスト教の祈りを唱え、ヨンホにも祈らせようとする。

### 面会　1980年5月
スニムは兵役中のヨンホの部隊を訪ね面会しようとするが、戒厳令下のため許可されない。そこに出動命令が下る。ヨンホは身支度に手間取り、上官に蹴りつけられる。ヨンホの飯盒から、スニムが手紙に入れて送り、ヨンホが食べずにためていたペパーミント・キャンディーがこぼれる。兵士たちが乗せられたトラックから道を歩くスニムが見えるが、ヨンホは声をかけることができない。その夜、銃声の飛び交う市街地でヨンホは脚を撃たれて落伍し、線路上に取り残される。そこへ一人の少女が現れる。少女はヨンホに、自分は学生で家に帰りたいが道に軍隊がいて帰れない、家は線路を越えてすぐの所だから通してほしい、と懇願する。ヨンホは他の兵士に見つかる前に早く通れと銃を撃って急かすが、人の声が近づいてくる中、焦って撃った弾が少女を射殺してしまう。ヨンホは茫然として少女を抱き上げ、号泣する。

### ピクニック　1979年 秋
川沿いを若者たちが歌いながら歩いている。河原の花を見つめるヨンホにスニムが話しかける。ヨンホは「いつかカメラを担いで、名もない花を撮り歩きたい」とスニムに語る。スニムはヨンホにペパーミント・キャンディーを差し出す。ペパーミント・キャンディーはスニムが毎日工場で包んでいるものだという。ヨンホが「この場所には来たことがないのに、よく知っているような気がする」と言うと、スニムは「それは夢で見たんでしょう」「その夢がいい夢ならいいのに」と言う。ヨンホは河原の花を折ってスニムに手渡す。若者たちは輪になって「どうすればいいんだ　君に去られたら…」と歌う。ヨンホはその輪を離れ、一人鉄橋の下に佇んで涙ぐむ。

## キャスト
- キム・ヨンホ：ソル・ギョング
- ユン・スニム：ムン・ソリ
- ヤン・ホンジャ：キム・ヨジン
- シン・クァンナム（スニムの夫）：パク・セボム（朝鮮語版）
- ミス・リー（ヨンホの会社の従業員）：ソ・ジョン（朝鮮語版）
- キョンア：コ・ソヒ（朝鮮語版）
- 女学生：パク・チヨン
- カン社長/カン刑事：イ・デヨン（朝鮮語版）
- パク・ミョンシク：キム・ギョンイク（朝鮮語版）
- パク上等兵：チョン・ウヒョク（朝鮮語版）

## スタッフ
- 監督・脚本：イ・チャンドン
- 制作：ミョン・ゲナム（朝鮮語版）、上田信（NHK）
- プロデューサー：チョン・ジェヨン、チョン・ヤンジュン、飯野恵子（NHKエンタープライズ21）
- 助監督：キム・ヒョンジン、キム・ヨン、ホン・ヒョンギ、ピョン・スンウク、パク・チェヨン
- 撮影監督：キム・ヒョング
- 照明監督：イ・ガンサン
- 編集：キム・ヒョン
- 同時録音：イ・スンチョル
- 音楽：イ・ジェジン
- 美術：パク・イルヒョン
- セット：オ・サンマン
- メイク：ファン・ギョンギュ
- 衣装：チャ・ソンヨン
- 製作会社：イースト・フィルム、NHK
- 配給（韓国）：シンド・フィルム
- 配給（日本）：ツイン

## エピソード
- 韓国の二つの著名な楽曲が登場人物によって歌われる。
  - 「アチミスル（아침 이슬）」。タイトルの意味は「朝露」。キム・ミンギが作詞作曲した。川沿いで若者たちが歩きながら歌う。民主化運動の中で愛唱され、朴正煕政権下では禁止処分になった。
  - 「ナ オットケ（나 어떡해）」。タイトルの意味は「僕はどうすれば」。キム・チャンフンが作詞作曲した。1977年に大ヒットしたサンド・ペプルズの曲である。映画の中では輪になって歌われる。また、最初の場面で中年になったヨンホが歌う。
- 1999年10月14日から23日にかけて「第4回釜山国際映画祭」が開催され、本作はそのオープニング作品として上映された。2日後の韓国の『毎日新聞』は本作を論じ、絶賛した。記者の金重基は、「『朝露』を歌う清純だった79年と『僕はどうすれば』を叫ぶように歌う99年。その20年の間に何が起こったのだろうか」「小説家出身の監督の第2作目である『ペパーミント・キャンディー』は、『グリーンフィッシュ』のリアリズムが決して偶然ではなかったことを証明する。時間をさかのぼる一人の人間とでこぼこした韓国現代史を結びつける腕前と演出力は圧巻だ」と書いた[8]
- ヨンホが兵士として出動する1980年5月の場面は光州事件を描いたものである。
- 20年にわたる七つのエピソードは、時代を遡る形式で進行していく。エピソード間は、走行している列車の最後尾から撮影した線路の情景を逆再生した映像でつないでいる。そのため、あたかも前進している列車の運転席から撮影しているように錯覚させられる。このトリックは、線路に沿った道を車が後ろ向きで走行している様子から確認できる。時系列を逆行させて描く手法は、同じく2000年に公開された映画『メメント』でも用いられている。
- 韓国のイースト・フィルムと日本のNHKが共同製作した。NHKは製作費12億ウォンのうち15％を拠出した[8]。

## 映画祭・受賞

### 映画祭
- 1999年釜山国際映画祭オープニング作品
- 第53回カンヌ国際映画祭監督週間出展作品
- 第44回サンフランシスコ国際映画祭 招待
- 第24回ポートランド国際映画祭 コンペティション部門 招待
- 第29回ベオグラード国際映画祭 招待
- アジアフォーカス・福岡映画祭2000 上映作品

### 受賞
- 第35回カルロヴィ・ヴァリ国際映画祭：長編部門 審査員特別賞（イ・チャンドン）
- 第35回カルロヴィ・ヴァリ国際映画祭：FICCドンキホーテ賞
- 第35回カルロヴィ・ヴァリ国際映画祭：NETPAC賞スペシャルメンション
- 第2回スロヴァキア・ブラチスラヴァ映画祭：監督賞（イ・チャンドン）
- 第2回スロヴァキア・ブラチスラヴァ映画祭：主演男優賞（ソル・ギョング）
- ノルウェー・オスロ映画祭：スペシャルメンション賞（ソル・ギョング）
- 第37回大鐘賞：最優秀作品賞
- 第37回大鐘賞：監督賞（イ・チャンドン）
- 第37回大鐘賞：脚本賞（イ・チャンドン）
- 第37回大鐘賞：助演女優賞（キム・ヨジン）
- 第37回大鐘賞：新人男優賞（ソル・ギョング）
- 第21回青龍映画賞：脚本賞（イ・チャンドン）
- 第21回青龍映画賞：主演男優賞（ソル・ギョング）
- 第36回百想芸術大賞：映画部門 男性新人演技賞（ソル・ギョング）
- 第8回春史大賞映画祭：脚本賞（イ・チャンドン）
- 第8回春史大賞映画祭：主演男優賞（ソル・ギョング）
- 第20回韓国映画評論家協会賞：最優秀作品賞
- 第20回韓国映画評論家協会賞：監督賞（イ・チャンドン）
- 第20回韓国映画評論家協会賞：脚本賞（イ・チャンドン）
- 第20回韓国映画評論家協会賞：新人男優賞（ソル・ギョング）
- 第23回黄金撮影賞：新人男優賞（ソル・ギョング）
- 第23回黄金撮影賞：照明賞（イ・ガンサン）